# Episteira (bướm đêm)
Episteira là một chi bướm đêm thuộc họ Geometridae.

## Các loài
- Episteira nigrilinearia (Leech, 1897)
- Episteira protima (Turner, 1907)

## Hình ảnh

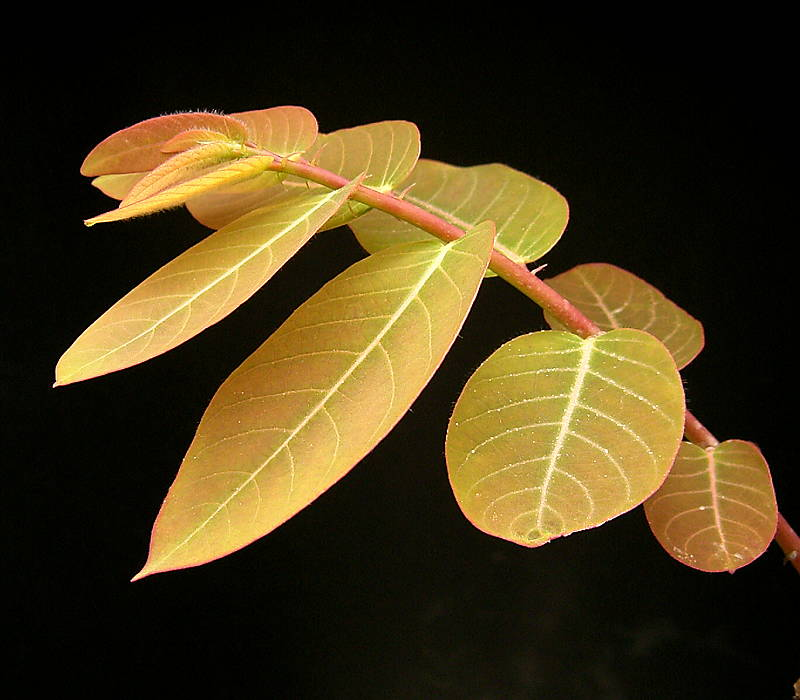